# Berlinska filharmonija
Berlinska filharmonija (nemško Berliner Philharmoniker) je orkester iz Berlina, ki je bil pod imenom Frühere Bilsesche Kapelle ustanovljen spomladi leta 1882. 
Zgradba v kateri je bila prva Berlinska filharmonija je bila zgrajena leta 1888. Postavil jo je F. H. Schwechten na ulici Bernburger Straße. Prvi Berlinski filharmonični orkester (»Berliner Philharmonisches Orchester« oz. BPO) je bil ustanovljen spomladi 1882 pod imenom Frühere Bilsesche Kapelle. Najprej je orkester vodil Ludwig von Brenner in leta 1887 Hans von Bülow, eden od najbolj cenjenih dirigentov na svetu, ki je orkestru dvignil ugled. Orkester so vodili mnogi priznani dirigenti in v letih 1955 do 1989 tudi Herbert von Karajan. Pod njegovim vodstvom je orkester posnel veliko plošč in gostoval na mnogih koncertih širom po svetu. Zgradba prve filharmonije je bila leta 1944 porušena v bombnem napadu. 
Načrt za novo Berlinsko filharmonijo je izdelal Hans Scharoun. Dela so potekala med letoma 1960 in 1963. Odprli so jo 15. oktobra 1963 s koncertom orkestra Berlinskih filharmonikov, ki ga je vodil Herbert von Karajan. Leta 1975 so pod vodstvom arhitekta Edgarda Wisniewskega namestili potopljiv oder za orkester. Isti arhitekt je v letih med 1978 in 1982 obnovil in polepšal zunanjost zgradbe z dekoracijo iz aluminija in uredili osrednjo dvorano. V letih 1979 do 1984 sta v Berlinski filharmoniji našla mesto glasbeni inštitut (»Staatliches Institut für Musikforschung«, odprt 1983) in muzej glasbenih inštrumentov (»Musikinstrumenten-Museum«, odprt 1984 po zaslugi Edgarda Wisniewskega. V letih 1984 do 1987 je Edgard Wisniewski vodil izgradnjo dodatne koncertne dvorane po načrtih Hansa Scharouna. Dvorano so odprli 28. oktobra 1987.
V osrednji dvorani, ki ima 2440 sedežev, se vsako leto izvede približno 270 koncertov. Na teh koncertih nastopajo domači Berlinski filharmoniki in mnogi drugi gostujoči filharmoniki, komorne zasedbe ter solisti. V manjši dvorani za komorne nastope na leto priredijo približno 240 recitalov in koncertov manjših komornih skupin. Zmogljivost te dvorane je 1180 sedežev.
V obeh dvoranah je koncertni oder na dnu in okrog in okrog odra so v terasastih blokih postavljeni sedeži za poslušalce. Ob taki postavitvi je namen dati glasbi osrednjo točko povsem dosežen. Zunanjost asimetrične zgradbe današnje Berlinske filharmonije je podobna peterokotnemu šotoru.
Leta 1972 je bila na pobudo Herberta von Karajana ustanovljena akademija (»Die Orchester-Akademie«) kot odgovor na pomanjkanje glasbenih talentov v orkestru Berlinskih filharmonikov. V 35. letih obstoja je akademija izšolala več kot 450 vrhunskih glasbenikov, ki so praviloma zasedli vsa pomembna mesta v odličnih orkestrih širom po svetu, 25 % izšolanih glasbenikov pa dobi mesto v Berlinski filharmoniji. 
Lokacija nove filharmonije je v osrednjem delu mesta Berlin: Tiergarten, Herbert-von-Karajan-Straße 1 / Kemperplatz / Tiergartenstraße / Matthäikirchplatz.

## Seznam dirigentov
- Ludwig von Brenner (1882-1887)
- Hans von Bülow (1887-1892)
- Arthur Nikisch (1895-1922)
- Wilhelm Furtwängler (1922-1945)
- Leo Borchard (Maj-Avgust 1945)
- Sergiu Celibidache (1945-1952)
- Wilhelm Furtwängler (1952-1954)
- Herbert von Karajan (1954-1989)
- Claudio Abbado (1989-2002)
- Simon Rattle (2002-2018)
- Kiril Petrenko (2019-sedaj)